# Campagne-lès-Hesdin
Pour les articles homonymes, voir Campagne (homonymie).
Campagne-lès-Hesdin (prononcé [kɑ̃paɲ lɛz‿edɛ̃]) est une commune française située dans le département du Pas-de-Calais en région Hauts-de-France. Ses habitants sont appelés les Campagnards.
La commune fait partie de la communauté de communes des 7 Vallées qui regroupe 66 communes et compte 29 425 habitants en 2022.

## Géographie

### Localisation
Localisée dans le sud-ouest du département du Pas-de-Calais, Campagne-lès-Hesdin est une commune située, à vol d'oiseau, à 11 km au sud-est de la commune de Montreuil-sur-Mer (chef-lieu d'arrondissement).
Le territoire de la commune est limitrophe de ceux de huit communes.
Les communes limitrophes sont Beaurainville, Lespinoy, Maresquel-Ecquemicourt, Saint-Rémy-au-Bois, Boisjean, Brimeux, Buire-le-Sec et Gouy-Saint-André.

### Géologie et relief
La superficie de la commune est de 15,64 km2 ; son altitude varie de 29  à   94 m.

### Hydrographie
Le territoire de la commune est situé dans le bassin Artois-Picardie.
La commune est drainée par un petit ruisseau, le Jumel, d'une longueur de 1,82 km, qui prend sa source dans la commune et finit sa course au niveau de la commune de Beaurainville.

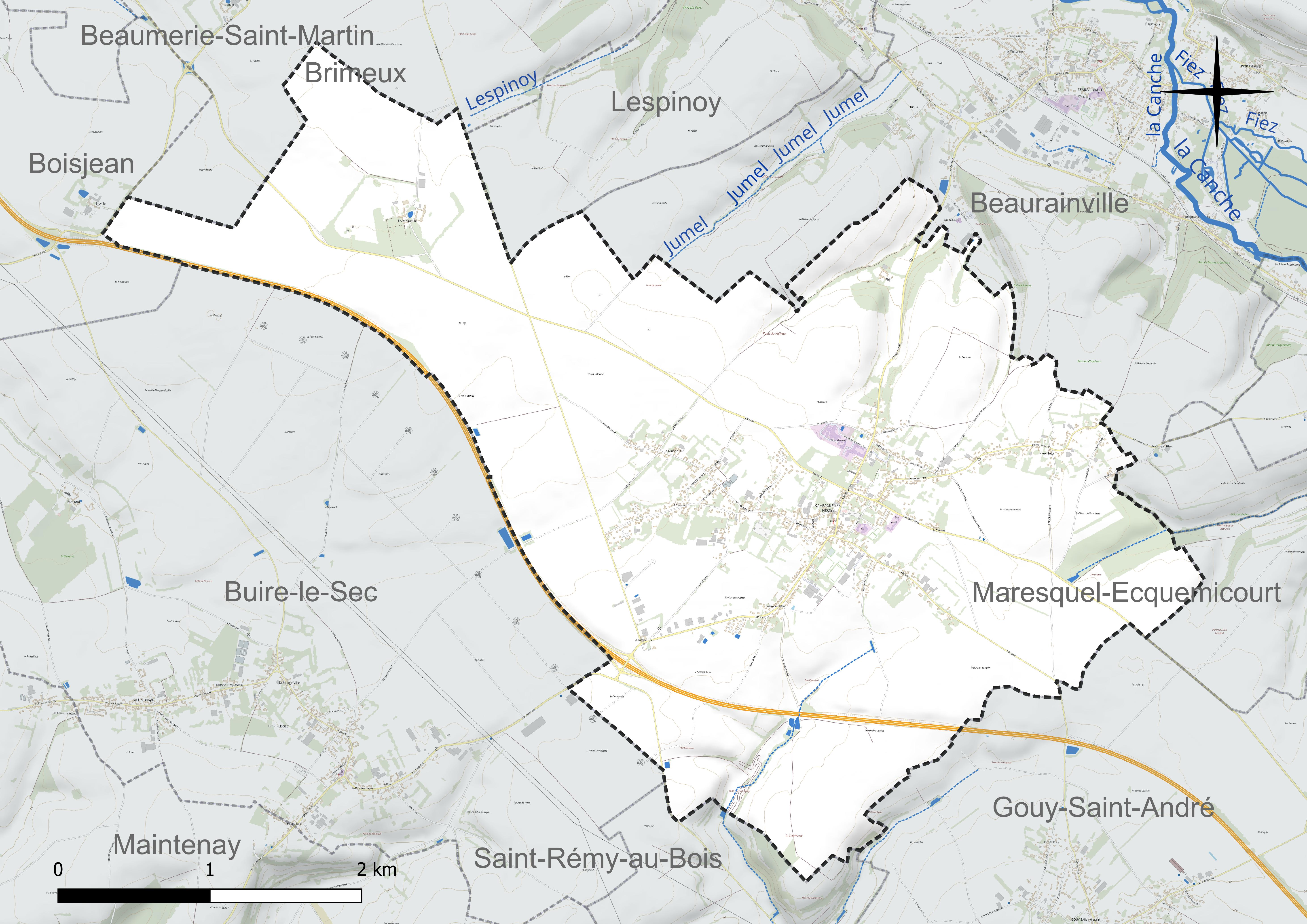
Réseau hydrographique de Campagne-lès-Hesdin.

### Climat
Pour des articles plus généraux, voir Climat des Hauts-de-France et Climat du Pas-de-Calais.
En 2010, le climat de la commune est de type climat océanique franc, selon une étude du CNRS s'appuyant sur une série de données couvrant la période 1971-2000. En 2020, Météo-France publie une typologie des climats de la France métropolitaine dans laquelle la commune est exposée à un climat océanique et est dans la région climatique Côtes de la Manche orientale, caractérisée par un faible ensoleillement (1 550 h/an) ; forte humidité de l’air (plus de 20 h/jour avec humidité relative > 80 % en hiver), vents forts fréquents.
Pour la période 1971-2000, la température annuelle moyenne est de 10,2 °C, avec une amplitude thermique annuelle de 13,2 °C. Le cumul annuel moyen de précipitations est de 893 mm, avec 13 jours de précipitations en janvier et 8,7 jours en juillet. Pour la période 1991-2020, la température moyenne annuelle observée sur la station météorologique la plus proche, située sur la commune de Humières à 23 km à vol d'oiseau, est de 10,9 °C et le cumul annuel moyen de précipitations est de 856,9 mm,. Pour l'avenir, les paramètres climatiques de la commune estimés pour 2050 selon différents scénarios d'émission de gaz à effet de serre sont consultables sur un site dédié publié par Météo-France en novembre 2022.

### Paysages
Pour un article plus général, voir Paysage en France.
La commune est située à la jonction de deux paysages tel que définis dans l’atlas des paysages de la région Nord-Pas-de-Calais, conçu par la direction régionale de l'Environnement, de l'Aménagement et du Logement (DREAL), :
- le « paysage montreuillois », qui concerne 98 communes, et qui se délimite : à l’Ouest par des falaises qui, avec le recul de la mer, ont donné naissance aux bas-champs ourlées de dunes ; au Nord par la boutonnière du Boulonnais ; au sud par le vaste plateau formé par la vallée de l’Authie, et à l’Est par les paysages du Ternois et de Haut-Artois. Ce paysage régional, avec, dans son axe central, la vallée de la Canche et ses nombreux affluents comme la Course, la Créquoise, la Planquette…, offre une alternance de vallées et de plateaux, appelée « ondulations montreuilloises ». Dans ce paysage, et plus particulièrement sur les plateaux, on cultive la betterave sucrière, le blé et le maïs, et les plateaux entre la Ternoise et la Créquoise sont couverts de vastes massifs forestiers comme la forêt d'Hesdin, les bois de Fressin, Sains-lès-Fressin, Créquy…[12] ;
- le « paysage du val d’Authie », qui concerne 83 communes, et qui se délimite : au sud, dans le département de la  Somme par le « paysage de l’Authie et du Ponthieu, dépendant de l’atlas des paysages de la Picardie et au nord et à l’est par les paysages du Montreuillois, du Ternois et les paysages des plateaux cambrésiens et artésiens. Le caractère frontalier de la vallée de l’Authie, aujourd’hui entre le Pas-de-Calais et la Somme, remonte au Moyen Âge où elle séparait le royaume de France du royaume d’Espagne, au nord.

Son coteau Nord est net et escarpé alors que le coteau Sud offre des pentes plus douces. À l’Ouest, le fleuve s’ouvre sur la baie d'Authie, typique de l’estuaire picard, et se jette dans la Manche. Avec son vaste estuaire et les paysages des bas-champs, la baie d’Authie contraste avec les paysages plus verdoyants en amont.
L’Authie, entaille profonde du plateau artésien, a créé des entités écopaysagères prononcées avec un plateau calcaire dont l’altitude varie de 100  à   163 m qui s’étend de chaque côté du fleuve. L’altitude du plateau décline depuis le pays de Doullens, à l'est (point culminant à 163 m), vers les bas-champs picards, à l'ouest (moins de 40 m). Le fond de la vallée de l’Authie, quant à lui, est recouvert d’alluvions et de tourbes. L’Authie est un fleuve côtier classé comme cours d'eau de première catégorie où le peuplement piscicole dominant est constitué de salmonidés. L’occupation des sols des paysages de la Vallée de l’Authie est composée pour 70 % en culture.

### Milieux naturels et biodiversité

#### Zone naturelle d'intérêt écologique, faunistique et floristique
L’inventaire des zones naturelles d'intérêt écologique, faunistique et floristique (ZNIEFF) a pour objectif de réaliser une couverture des zones les plus intéressantes sur le plan écologique, essentiellement dans la perspective d’améliorer la connaissance du patrimoine naturel national et de fournir aux différents décideurs un outil d’aide à la prise en compte de l’environnement dans l’aménagement du territoire.
Le territoire communal comprend une ZNIEFF de type 2 :
la basse vallée de la Canche et ses versants en aval d’Hesdin.

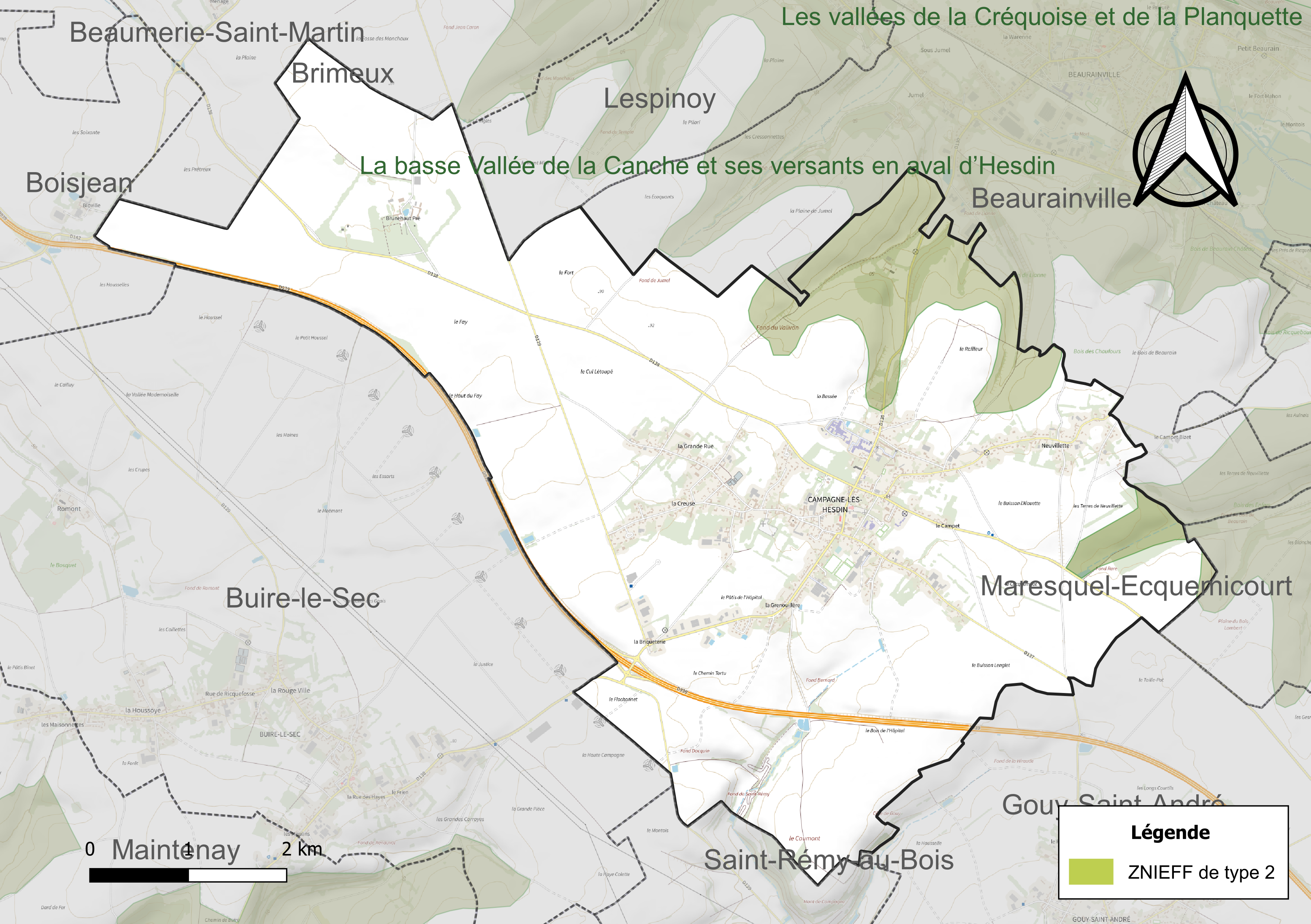
Carte de la ZNIEFF sur la commune.

## Urbanisme

### Typologie
Au 1er janvier 2024, Campagne-lès-Hesdin est catégorisée bourg rural, selon la nouvelle grille communale de densité à sept niveaux définie par l'Insee en 2022.
Elle est située hors unité urbaine et hors attraction des villes,.

### Occupation des sols
L'occupation des sols de la commune, telle qu'elle ressort de la base de données européenne d’occupation biophysique des sols Corine Land Cover (CLC), est marquée par l'importance des territoires agricoles (90,1 % en 2018), en diminution par rapport à 1990 (91 %). La répartition détaillée en 2018 est la suivante : 
terres arables (75,9 %), zones agricoles hétérogènes (10,9 %), zones urbanisées (9,9 %), prairies (3,2 %). L'évolution de l’occupation des sols de la commune et de ses infrastructures peut être observée sur les différentes représentations cartographiques du territoire : la carte de Cassini (XVIIIe siècle), la carte d'état-major (1820-1866) et les cartes ou photos aériennes de l'IGN pour la période actuelle (1950 à aujourd'hui).

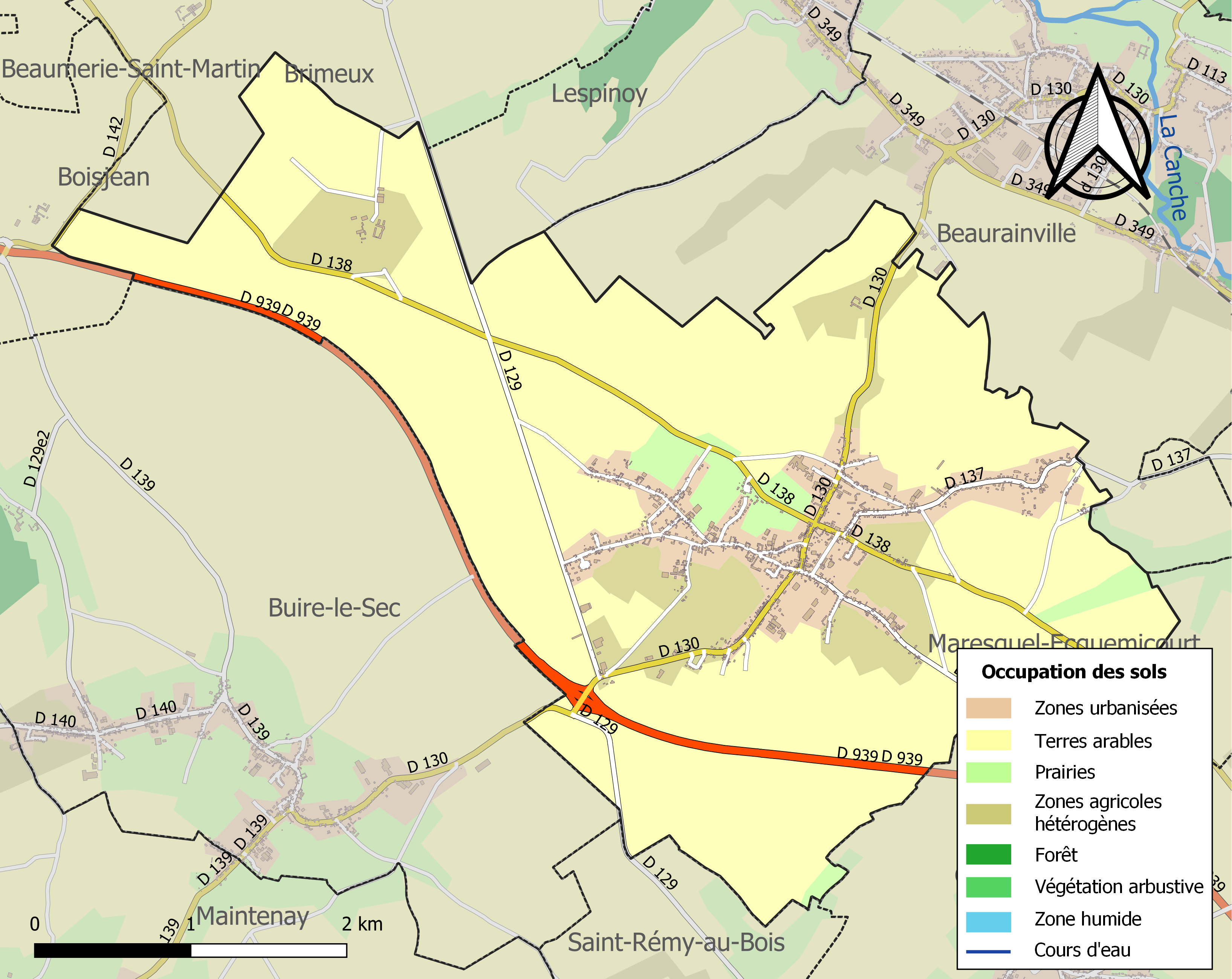
Carte des infrastructures et de l'occupation des sols de la commune en 2018 (CLC).

### Lieux-dits, hameaux et écarts
Sur le territoire communal, se trouvent : 
- les hameaux : Brunehautpré, la Neuville, Neuvillette et Ramecourt.
- les lieux-dits la Chapellette-lévêque, le Dieu-Grégoire, le Fort, le Hamel, l'Hôpital, Saint-François-Régis, Tallonville et le Val-l'Évêque.
- les écarts le Fay et le Valivon[20].

### Voies de communication et transports

#### Voies de communication
La commune est desservie par les routes départementales D 129, D 130, D 138 et la D 939 qui relie Cambrai et Le Touquet-Paris-Plage.

#### Transport ferroviaire
La commune se trouve à 3 km, au sud, de la gare de Beaurainville, située sur la ligne de Saint-Pol-sur-Ternoise à Étaples, desservie par des trains TER Hauts-de-France.

## Toponymie
Le nom de la localité est attesté sous les formes Campagna (1042), Campani (1163), Campagnes (1221), Campagnez (1253), Campaingnes (1277), Campaigne (1477), Campaignes près de Monstreulx (1479), Campagne-Lès-Saint-André (XVIIIe siècle), Campagne-lès-Hesdin depuis 1801.
Campagne vient du mot latin campus, « plaine, plaine cultivée, champs », du bas-latin campania « vaste plaine » ; lès-Hesdin, car ces plaines sont situées près de Hesdin, (lès signifiant « près de »). En français, la préposition « lès » signifie « près de ». D'usage vieilli, elle n'est guère plus rencontrée que dans les toponymes, plus particulièrement ceux de localités.

## Histoire
En 1734, messire Charles Testart, écuyer, seigneur de Campagne, achète la seigneurie de Neuvillette à Louis-François de la Housse et son épouse Antoinette Élisabeth d'Urre.

### Seconde Guerre mondiale
En 2022, la commune rend hommage à trois de ses habitants, dont deux résistants, Paul Hennequin, Daniel Ranger et Charles Bollard, qui, durant la Seconde Guerre mondiale, sont morts en déportation dans des camps de l'Allemagne nazi. leurs portraits ont été accrochés dans la salle de mariage de la mairie. Ils ont tous les trois une rue à leur nom à Campagne-lès-Hesdin.

## Politique et administration

### Découpage territorial
La commune se trouve dans l'arrondissement de Montreuil du département du Pas-de-Calais.

#### Commune et intercommunalités
La commune est membre de la communauté de communes des 7 Vallées.

#### Circonscriptions administratives
La commune est rattachée au canton d'Auxi-le-Château.

#### Circonscriptions électorales
Pour l'élection des députés, la commune fait partie de la quatrième circonscription du Pas-de-Calais.

### Jumelages
| Ville | Ville   | Pays | Pays        | Période     |
| ----- | ------- | ---- | ----------- | ----------- |
|       | Adisham |      | Royaume-Uni | depuis 1993 |

## Équipements et services publics

### Justice, sécurité, secours et défense
La commune dépend du tribunal de proximité de Montreuil-sur-Mer, du conseil de prud'hommes de Boulogne-sur-Mer, du tribunal judiciaire de Boulogne-sur-Mer, de la cour d'appel de Douai, du tribunal de commerce de Boulogne-sur-Mer, du tribunal administratif de Lille, de la cour administrative d'appel de Douai et du tribunal pour enfants de Boulogne-sur-Mer.

## Population et société

### Démographie
Les habitants de la commune sont appelés les Campagnards.

#### Évolution démographique
L'évolution du nombre d'habitants est connue à travers les recensements de la population effectués dans la commune depuis 1793. Pour les communes de moins de 10 000 habitants, une enquête de recensement portant sur toute la population est réalisée tous les cinq ans, les populations de référence des années intermédiaires étant quant à elles estimées par interpolation ou extrapolation. Pour la commune, le premier recensement exhaustif entrant dans le cadre du nouveau dispositif a été réalisé en 2006.

En 2022, la commune comptait 1 944 habitants, en évolution de +2,26 % par rapport à 2016 (Pas-de-Calais : −0,72 %, France hors Mayotte : +2,11 %).
| 1793  | 1800  | 1806  | 1821  | 1831  | 1836  | 1841  | 1846  | 1851  |
| ----- | ----- | ----- | ----- | ----- | ----- | ----- | ----- | ----- |
| 1 135 | 1 140 | 1 270 | 1 349 | 1 378 | 1 397 | 1 305 | 1 260 | 1 305 |

| 1856  | 1861  | 1866  | 1872  | 1876  | 1881  | 1886  | 1891  | 1896  |
| ----- | ----- | ----- | ----- | ----- | ----- | ----- | ----- | ----- |
| 1 215 | 1 233 | 1 207 | 1 209 | 1 166 | 1 107 | 1 126 | 1 064 | 1 040 |

| 1901  | 1906 | 1911 | 1921 | 1926 | 1931  | 1936 | 1946 | 1954  |
| ----- | ---- | ---- | ---- | ---- | ----- | ---- | ---- | ----- |
| 1 005 | 946  | 969  | 906  | 950  | 1 000 | 962  | 970  | 1 051 |

| 1962  | 1968  | 1975  | 1982  | 1990  | 1999  | 2006  | 2011  | 2016  |
| ----- | ----- | ----- | ----- | ----- | ----- | ----- | ----- | ----- |
| 1 152 | 1 334 | 1 458 | 1 474 | 1 604 | 1 696 | 1 729 | 1 748 | 1 901 |

| 2021  | 2022  | - | - | - | - | - | - | - |
| ----- | ----- | - | - | - | - | - | - | - |
| 1 945 | 1 944 | - | - | - | - | - | - | - |

#### Pyramide des âges
En 2018, le taux de personnes d'un âge inférieur à 30 ans s'élève à 35,5 %, soit en dessous de la moyenne départementale (36,7 %). À l'inverse, le taux de personnes d'âge supérieur à 60 ans est de 26,7 % la même année, alors qu'il est de 24,9 % au niveau départemental.
En 2018, la commune comptait 936 hommes pour 991 femmes, soit un taux de 51,43 % de femmes, légèrement inférieur au taux départemental (51,5 %).
Les pyramides des âges de la commune et du département s'établissent comme suit.
| Hommes | Classe d’âge | Femmes |
| ------ | ------------ | ------ |
| 0,4    | 90 ou +      | 3,0    |
| 6,3    | 75-89 ans    | 11,4   |
| 17,6   | 60-74 ans    | 14,5   |
| 21,3   | 45-59 ans    | 19,7   |
| 18,2   | 30-44 ans    | 16,4   |
| 13,9   | 15-29 ans    | 14,7   |
| 22,3   | 0-14 ans     | 20,2   |

| Hommes | Classe d’âge | Femmes |
| ------ | ------------ | ------ |
| 0,5    | 90 ou +      | 1,6    |
| 5,6    | 75-89 ans    | 8,9    |
| 16,7   | 60-74 ans    | 18,1   |
| 20,2   | 45-59 ans    | 19,2   |
| 18,9   | 30-44 ans    | 18,1   |
| 18,2   | 15-29 ans    | 16,2   |
| 19,9   | 0-14 ans     | 17,9   |

### Sports et loisirs
Sur le territoire de la commune, il est possible de pratiquer le moto-cross sur un terrain d'entrainement aménagé au bout du chemin de Saint-Rémy, propriété du Moto-Club Canche Authie,.

## Culture locale et patrimoine

### Lieux et monuments

#### Monuments historiques
- Le château : façades et toitures, du château, des communs situés de part et d'autre, du pigeonnier et du portail d'entrée font l’objet d’une inscription au titre des monuments historiques depuis le 6 juin 1977[40].
- L'église Saint-Martin : 6 stalles, lambris formant clôture de chœur et dix statues (apôtres) sont inscrits au titre d'objet des monuments historiques depuis le 17 mai 1995[41].

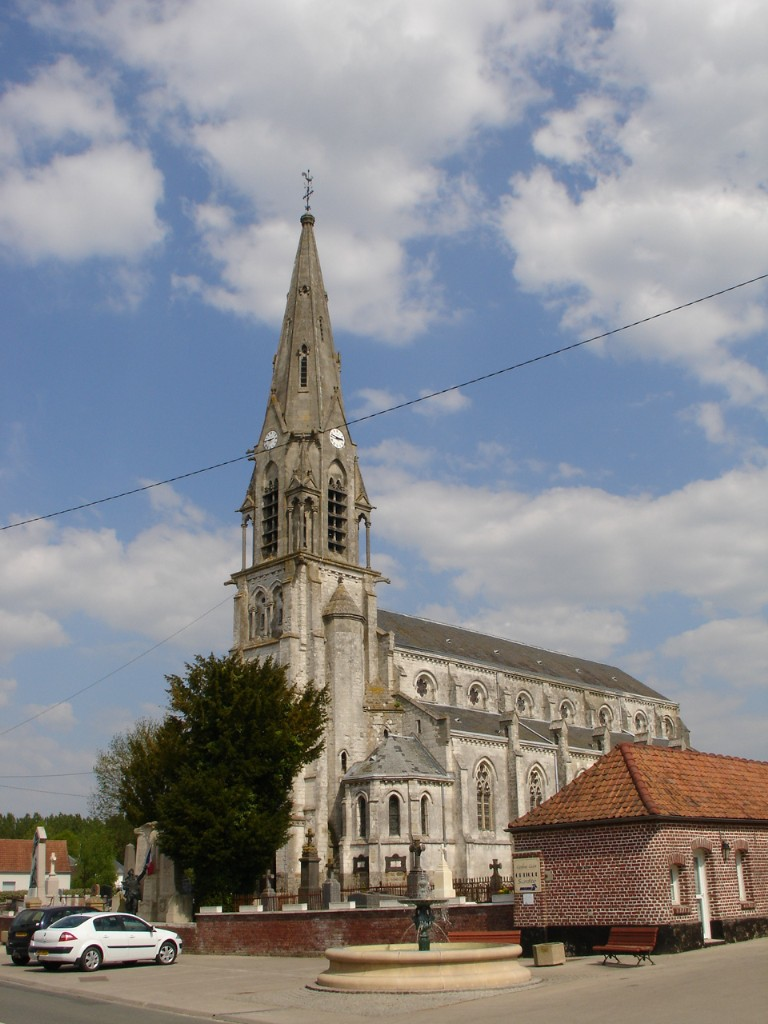
L'église Saint-Martin.
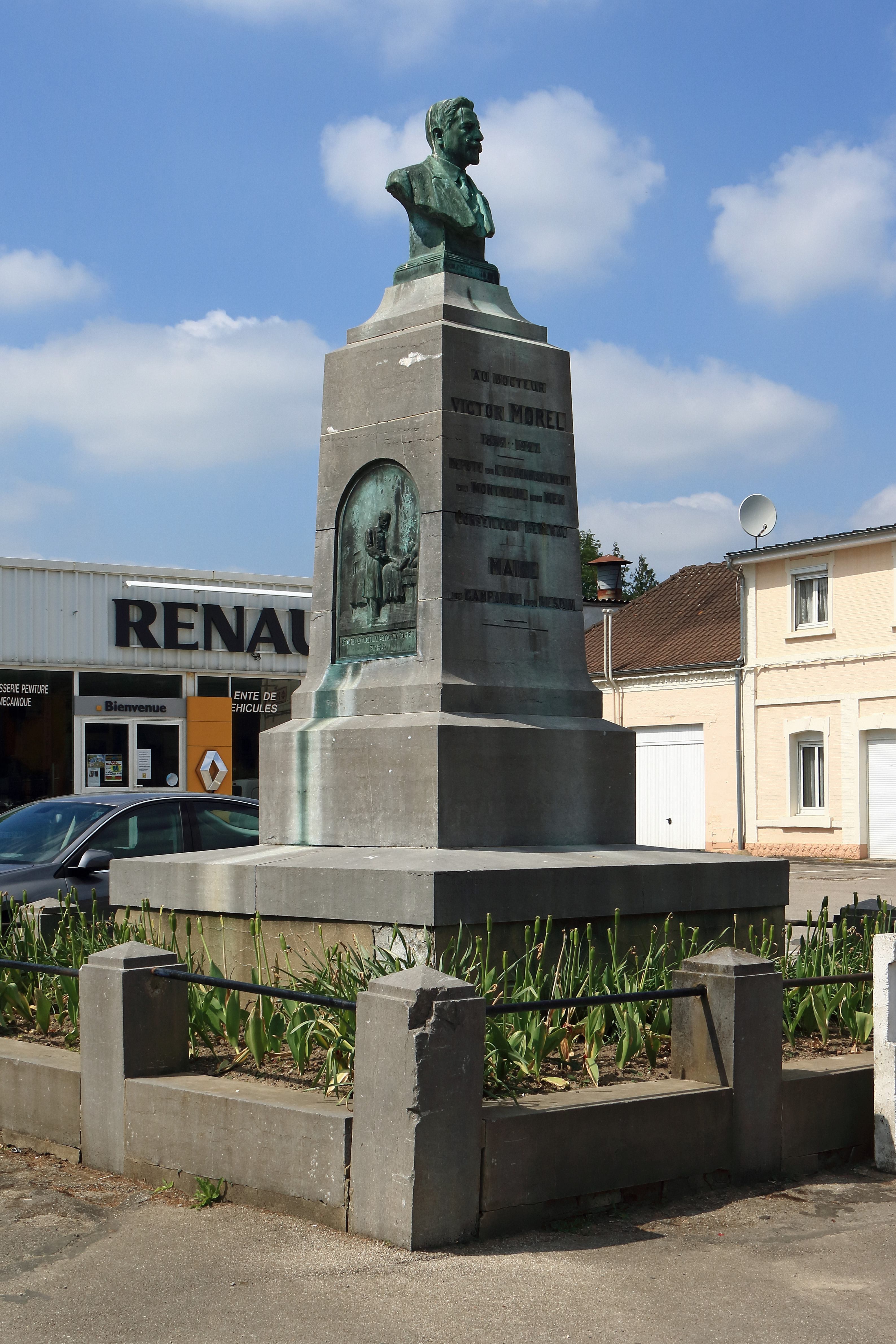
Le buste du docteur Victor Morel.

#### Autres lieux et monuments
- Le monument aux morts[42].

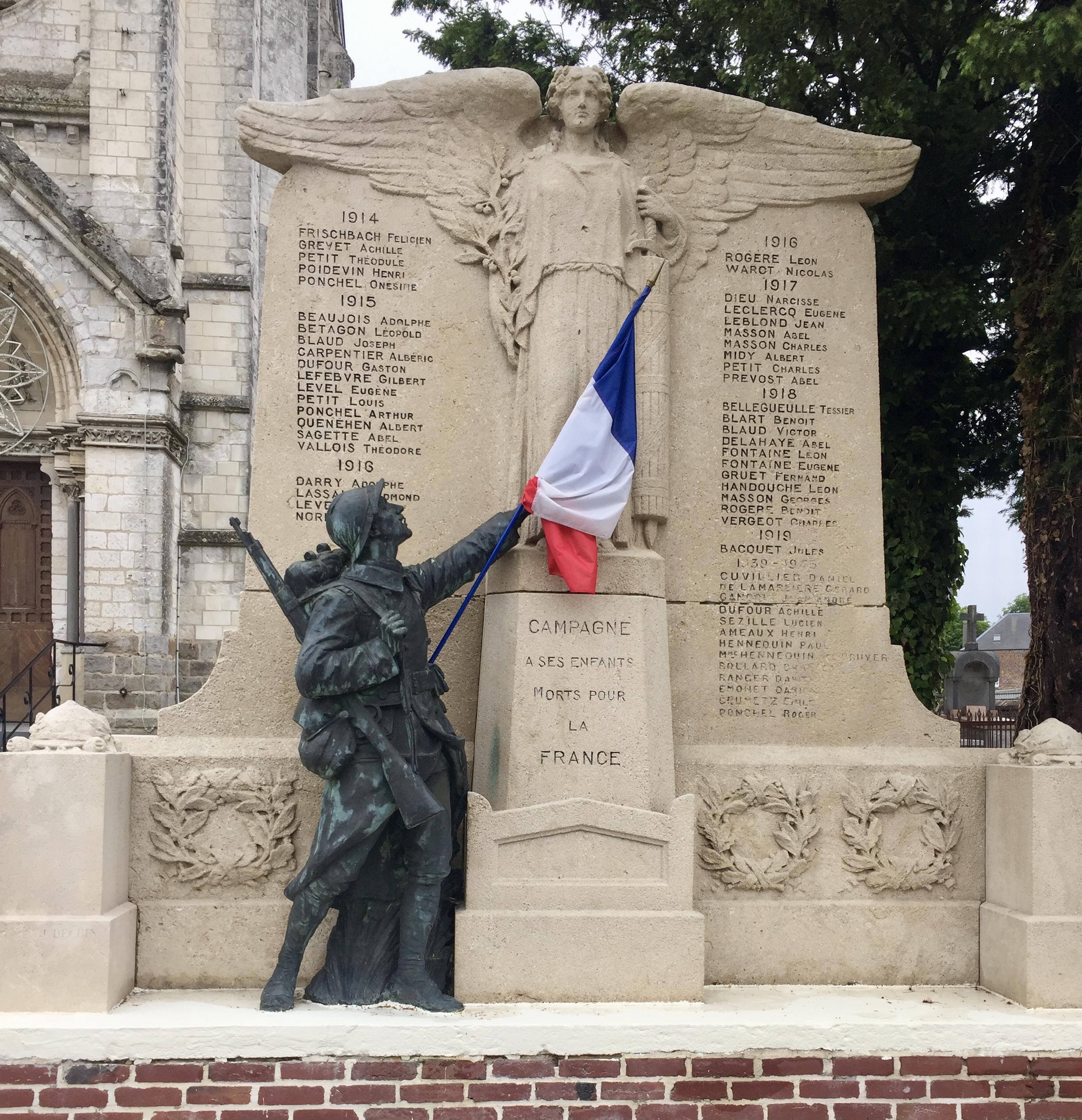
Le monument aux morts.

### Personnalités liées à la commune
- Victor Morel (1869-1927), médecin et homme politique, né dans la commune.
- Louis Bloquel (1901-1979), footballeur français, mort dans la commune.
- Marian Pachurka (1918-2005), footballeur français, mort dans la commune.
- Désiré Debavelaere (1924-2002), homme politique, mort dans la commune.
- Chantal Castelnot (d) (1956-), préfète, née dans la commune.
- Jérôme Hanquez (en) (1974-2020), joueur de tennis professionnel, né dans la commune.

### La commune dans les arts
C'est à Campagne-lès-Hesdin qu'est tournée une partie du film Sous le soleil de Satan dont l'action se déroule dans la région et plus précisément dans la commune.

### Héraldique
| Blason de Campagne-lès-Hesdin | Blason  | Écartelé: aux 1er et 4e d'hermine plain, aux 2e et 3e vairé de gueules et d'argent. |
| Blason de Campagne-lès-Hesdin | Détails | Armes de la famille Testard de La Neuville de Campagne, vicomtes de La Neuville et de Campagne. La commune a, par brisure, modifié les couleurs du vair, en adoptant un vairé de gueules et d'argent, contrairement à ce que montre l'Armorial du Pas-de-Calais (1996) qui présente un vair classique en écartelé. Adopté par la municipalité. |

## Pour approfondir